# Nadułki
Nadułki (prononciation : [naˈduu̯ki]) est un village polonais de la gmina de Bulkowo dans le powiat de Płock de la voïvodie de Mazovie dans le centre-est de la Pologne.
Il se situe à environ 3 kilomètres au nord-ouest de Bulkowo (siège de la gmina), 28 kilomètres à l'est de Płock (siège du powiat) et à 74 kilomètres au nord-ouest de Varsovie (capitale de la Pologne).

## Histoire
De 1975 à 1998, le village appartenait administrativement à la voïvodie de Płock.